# Museo di scienze naturali del Collegio Mellerio Rosmini
La ricca collezione ottocentesca comprende animali, insetti, piante e minerali. In particolare la sezione mineralogica comprende la ricchissima campionatura di rocce eseguita in occasione della realizzazione del traforo del Sempione. La collezione, attualmente conservata in diverse sale del Collegio per una superficie complessiva di 155 m², comprende animali, insetti, piante e minerali. Il ricchissimo materiale, raccolto nel corso del tempo dai docenti di scienze dell'Istituto è organizzato in una prima sala dedicata alla geologia ed alla mineralogia, nella quale spiccano i campioni geologici raccolti dal prof. Alessandro Malladra durante lo scavo del traforo del Sempione ed altri cimeli sempioniani, tra cui l'unica perforatrice superstite. Una seconda sala è dedicata alla zoologia con una ricca serie di animali naturalizzati, mentre una terza ampia sala, oltre a raccogliere alcuni cimeli archeologici e paleontologici, presenta una interessante xiloteca (raccolta di legni di diverse specie), erbari e riproduzioni di fiori.